# チリソース

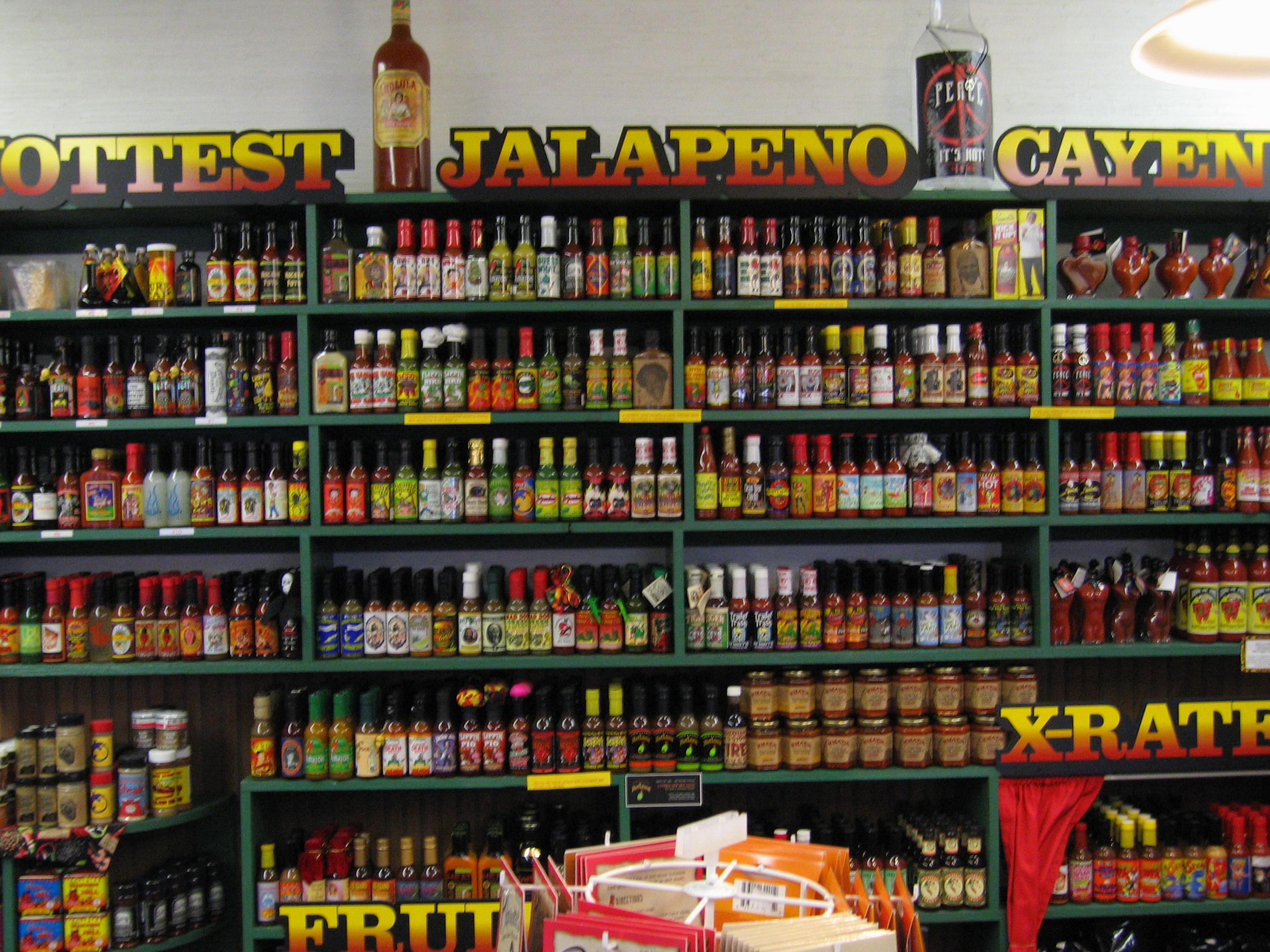
棚に並んだ多くの種類のチリソース

チリソース（英: chili sauce）は、トマトや香辛料を利用したソースの一種。日本食品標準成分表ではチリソースとチリペッパーソースは異なるものとされている。

## 特徴
チリソースとは加工用トマトを粗く砕き、皮を除いて濃縮したものに食塩、香辛料、食酢、砂糖類等を加えて調味したソースをいう。揚げ物のたれとしてアジア圏でよく使われるほか、サラダのドレッシングとしても普及している。
チリソースは日本農林規格（JAS）ではトマト加工品類に分類されており、可溶性固形分25%以上の製品とされている。
なお、トマト加工品類に分類されるチリソースと辛味調味料類に分類されるチリペッパーソースは異なるものである（日本食品標準成分表ではチリペッパーソースは17005、チリソースは17038に分類される）。タバスコなどのチリペッパーソースは強い辛味をもつ唐辛子と食塩を食酢に混ぜて発酵させた調味料をいう。
チリ（chili）は、中南米原産の唐辛子（チリペッパー）のことをいう。
北アメリカ（アメリカ合衆国、カナダ）で「チリ」と呼ばれるものはチリコンカーンを指す場合が多く、アジア圏でいうチリソースとは語義が異なる。